# Churachand
Maharaja Churachand Singh (1883 - november 1941) werd  op 22 september 1891 koning ( hij was slechts 8 jaar oud ) van Manipur. In mei 1891 brak de Engels-Manipurese Oorlog uit. Hierdoor werd hij pas formeel gekroond en erkend, door o.a Engeland, op 29 april 1892. De jonge koning werd wel onder het gezag gesteld onder het Britse rijk. Tot 1907 leidde de president Maxwell het land daarna nam Churachand het roer weer over. Onder zijn leiderschap kwamen twee korte vrouwen oorlogen of Nupilan tot stand. De eerste Nupilan begon in 1904 en de tweede in 1939. In de maand september 1941 overhandige hij zijn koningschap aan zijn oudste zoon Budhachandra.      